# Euskal Bizikleta 1993
La Euskal Bizikleta 1993, ventiquattresima edizione della corsa, si svolse in cinque tappe dal 16 al 20 giugno 1993 per un percorso di 882 km. Fu vinta dal lettone Pëtr Ugrumov, che terminò in 22h59'14".

## Tappe
| Tappa  | Data      | Percorso                 | km  | Vincitore di tappa   | Leader cl. generale |
| ------ | --------- | ------------------------ | --- | -------------------- | ------------------- |
| 1ª     | 16 giugno | Eibar > Bilbao           | 152 | Flavio Vanzella      | Flavio Vanzella     |
| 2ª     | 17 giugno | Bilbao > Estella Lizarra | 212 | Gianni Bugno         |                     |
| 3ª     | 18 giugno | Estella Lizarra > Segura | 181 | Pello Ruiz Cabestany |                     |
| 4ª     | 19 giugno | Segura > Eibar           | 200 | Neil Stephens        |                     |
| 5ª     | 20 giugno | Lurreta ETB > Arrate     | 137 | Franco Chioccioli    | Pëtr Ugrumov        |
| Totale | Totale    | Totale                   | 882 |                      |                     |

## Squadre e corridori partecipanti
Le 15 squadre partecipanti alla gara furono:
| N. | Cod. | Squadra                  |
| -- | ---- | ------------------------ |
|    | -    | Amaya-Razesa             |
|    | -    | Artiach                  |
|    | BAN  | Banesto                  |
|    | -    | CLAS-Cajastur            |
|    | -    | Collstrop-Willy Naessens |
|    | -    | Deportpublic             |
|    | GAT  | Gatorade-Bianchi         |
|    | GBM  | GB-MG Maglificio         |

| N. | Cod. | Squadra           |
| -- | ---- | ----------------- |
|    | LOT  | Lotto-Caloi       |
|    | KEL  | Kelme             |
|    | -    | Festina-Lotus     |
|    | MAP  | Mapei             |
|    | MEC  | Mecair-Ballan     |
|    | ONC  | ONCE              |
|    | SUB  | Subaru-Montgomery |

## Dettagli delle tappe

### 1ª tappa
- 16 giugno: Eibar > Bilbao – 152 km

Risultati
| Pos. | Corridore        | Squadra     | Tempo    |
| ---- | ---------------- | ----------- | -------- |
| 1    | Flavio Vanzella  | GB-MG Magl. | 3h47'56" |
| 2    | Wiebren Veenstra | Subaru      | a 1'12"  |
| 3    | Mario Manzoni    | Gatorade    | s.t.     |

### 2ª tappa
- 17 giugno: Bilbao > Estella Lizarra – 212 km

Risultati
| Pos. | Corridore      | Squadra       | Tempo    |
| ---- | -------------- | ------------- | -------- |
| 1    | Gianni Bugno   | Gatorade      | 5h38'54" |
| 2    | Laurent Dufaux | ONCE          | s.t.     |
| 3    | Pëtr Ugrumov   | Mecair-Ballan | s.t.     |

### 3ª tappa
- 18 giugno: Estella Lizarra > Segura – 181 km

Risultati
| Pos. | Corridore            | Squadra  | Tempo    |
| ---- | -------------------- | -------- | -------- |
| 1    | Pello Ruiz Cabestany | Gatorade | 4h47'14" |
| 2    | Marco Giovannetti    | Mapei    | s.t.     |
| 3    | Abelardo Rondon      | Gatorade | a 5"     |

### 4ª tappa
- 19 giugno: Segura > Eibar – 200 km

Risultati
| Pos. | Corridore         | Squadra       | Tempo    |
| ---- | ----------------- | ------------- | -------- |
| 1    | Neil Stephens     | ONCE          | 5h07'04" |
| 2    | Franco Chioccioli | GB-MG Magl.   | a 2'04"  |
| 3    | Pëtr Ugrumov      | Mecair-Ballan | s.t.     |

### 5ª tappa
- 20 giugno: Lurreta ETB > Arrate – 137 km

Risultati
| Pos. | Corridore           | Squadra       | Tempo    |
| ---- | ------------------- | ------------- | -------- |
| 1    | Franco Chioccioli   | GB-MG Magl.   | 3h34'19" |
| 2    | Pëtr Ugrumov        | Mecair-Ballan | s.t.     |
| 3    | Stefano Della Santa | Mapei         | a 19"    |

## Classifiche finali

### Classifica generale
| Pos. | Corridore             | Squadra       | Tempo     |
| ---- | --------------------- | ------------- | --------- |
| 1    | Pëtr Ugrumov          | Mecair-Ballan | 22h59'14" |
| 2    | Franco Chioccioli     | GB-MG Magl.   | a 16"     |
| 3    | Stefano Della Santa   | Mapei         | a 28"     |
| 4    | Gianni Bugno          | Gatorade      | a 4'22"   |
| 5    | Alex Zülle            | ONCE          | a 4'35"   |
| 6    | Marco Giovannetti     | Mapei         | a 4'59"   |
| 7    | Santos Hernández      | Mapei         | a 5'33"   |
| 8    | Franco Vona           | GB-MG Magl.   | a 5'54"   |
| 9    | Federico Garcia Melia | Deportpublic  | a 6'11"   |
| 10   | Santiago Crespo       | Amaya-Razesa  | s.t.      |